# عبد الفتاح نور أشكر
عبد الفتاح نور أحمد (أشكر) (بالصومالية: Cabdifataax Nuur Axmed (Ashkir))‏ سياسي وصحفي وكاتب صومالي، شغل منصب وزير الدولة بوزارة الإعلام والاتصالات والتكنولوجيا بحكومة بونتلاند، وشغل سابقا منصب مدير هيئة الإذاعة والتلفزيون في بونتلاند في الفترة ما بين 3 أغسطس 2014 و30 أغسطس 2016.

## النشأة
حصل عبد الفتاح نور أشكر على البكالوريوس في الإعلام من جامعة إفريقيا العالمية في السودان، والماجستير في العلاقات العامة من جامعة أم درمان الإسلامية، ثم الدكتوراة في الاستراتيجية من معهد التخطيط الاستراتيجي التابع لجامعة أم درمان الإسلامية، بعدها عمل أشكر كاتبا في مواقع عديدة أبرزها موقع الجزيرة.نت وغيره من المواقع إضافة إلى العديد من المجلات والصحف، وعمل في منصب مدير قسم العلاقات العامة والإعلام بجمعية التضامن الاجتماعي.

## مسيرته السياسية
عُين أشكر مديرا لهيئة الإذاعة والتلفزيون في بونتلاند في 3 أغسطس 2014 خلفا لأحمد محمد علي كيسمايو، بموجب مرسوم صادر من مكتب رئيس ولاية بونتلاند عبد الولي محمد علي غاس وشغل المنصب حتى 30 يونيو 2016 حيث عُيّن جمال يوسف جبريل (عرب) خلفا له.
في 2 أبريل 2017 عُين أشكر وزيرا للدولة بوزارة الإعلام والاتصالات والثقافة والسياحة والتكنولوجيا بولاية بونتلاند وشغل المنصب حتى انتهاء فترة ولاية الرئيس عبد الولي غاس في 8 يناير 2019، وأعاد الرئيس المنتخب في ولاية بونتلاند سعيد عبد الله دني تعيينه في نفس المنصب في 5 نوفمبر 2019  وشغل المنصب حتى 29 فبراير 2024، ولم تضمه قائمة الوزراء الجدد المعينين.

## مؤلفاته
- "وجوه وأمكنة وصراع الأجنحة في الصومال" [20][21]
- "حوارتي مع رموز صومالية وأجنبية" [1][22]
- "Qalin iyo Dhigaalkii" [23]

## روابط خارجية
كلمة لعبد الفتاح أشكر أمام مجلس النواب في بونتلاند - يوتيوب